# Spanley Rocks
Die Spanley Rocks sind eine Gruppe aus sechs bis zu 955 m hohen Felsvorsprüngen im westantarktischen Queen Elizabeth Land. Sie ragen 16 km südwestlich der Cordiner Peaks auf und markieren den nördlichen Ausläufer der Neptune Range in den Pensacola Mountains.
Der United States Geological Survey kartierte sie anhand eigener Vermessungen und mithilfe von Luftaufnahmen der United States Navy zwischen 1956 und 1966. Das Advisory Committee on Antarctic Names benannte sie 1968 nach John A. Spanley Jr., Koch der Wintermannschaft auf der Amundsen-Scott-Südpolstation im Jahr 1965.